# Constitución Política de Costa Rica de 1859

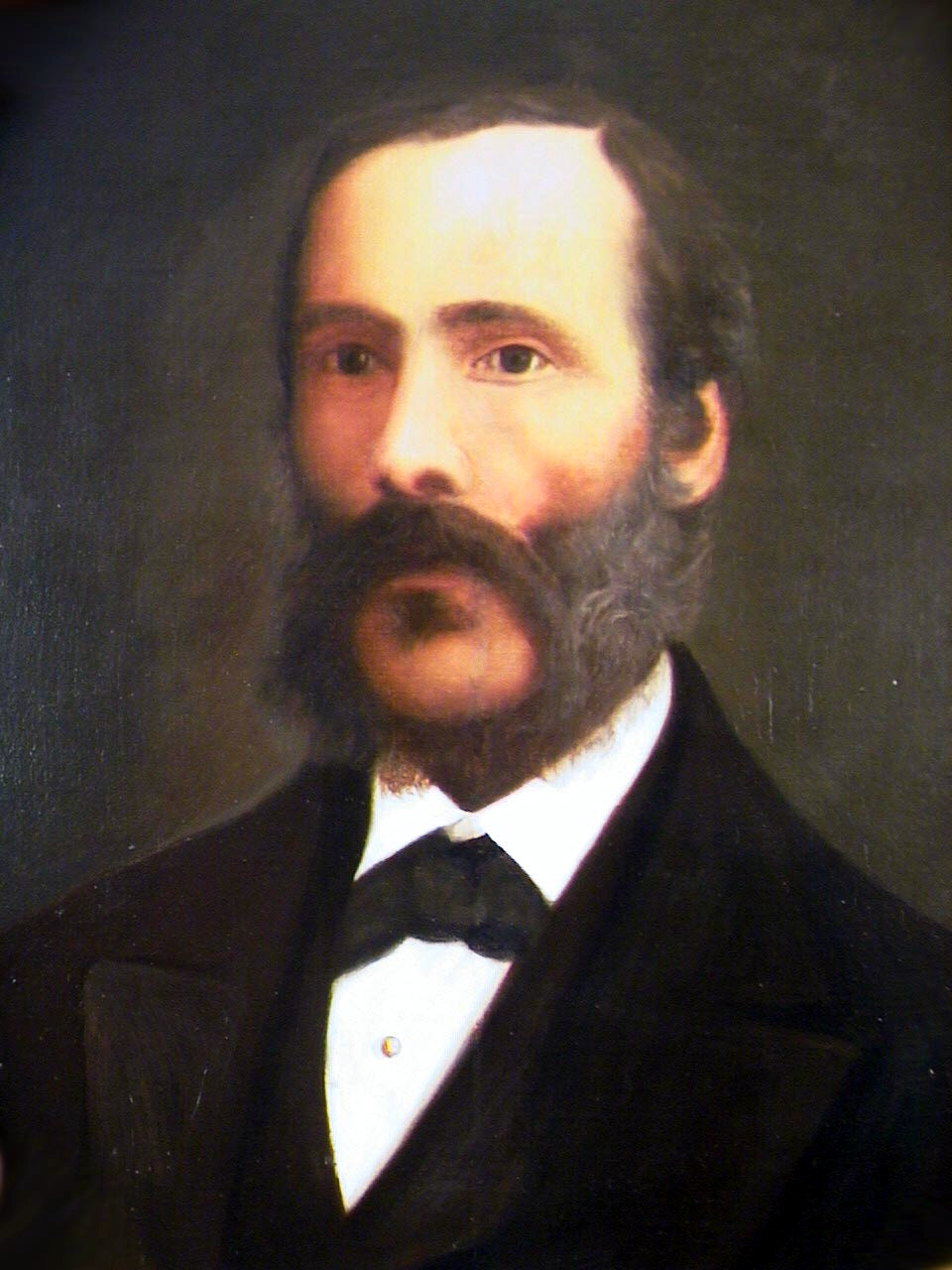
José María Montealegre Fernández.

La Constitución Política de Costa Rica de 1859 fue emitida el 27 de diciembre. Estuvo vigente hasta el 1 de noviembre de 1868 y también, parcialmente, de agosto a octubre de 1870.

## Emisión
El pronunciamiento del 14 de agosto de 1859 proclamó a José María Montealegre Fernández como Presidente Provisorio de la República. El 23 de ese mismo mes, Montealegre convocó a elecciones para una Asamblea Constituyente, la cual inauguró sus sesiones el 16 de octubre de 1859, bajo la presidencia del expresidente José María Castro Madriz. El 18 de octubre se designó una comisión para redactar un proyecto de Constitución, la cual propuso tomar como modelo la Constitución de 1844, a pesar de la poco feliz experiencia vivida con ella. La Asamblea dedicó largas horas a examinar el articulado de 1844, pero las labores pronto se estancaron y el 8 de noviembre se decidió nombrar otra comisión, que redactase un proyecto nuevo. Esta segunda comisión trabajó con diligencia y el 21 de noviembre presentó a la consideración del cuerpo constituyente el fruto de sus labores, que era un documento sobrio y equilibrado, inspirado en ideas democráticas y liberales y que procuraba corregir los múltiples defectos de forma y fondo de la Constitución de 1848. La Asamblea lo discutió con relativa celeridad. Finalmente, el 26 de diciembre la Asamblea aprobó la nueva Constitución Política, que fue suscrita por el presidente Montealegre al día siguiente y publicada sin dilación.

## Contenido
La Constitución Política de 1859 constaba de 142 artículos distribuidos en once títulos.
El título I trataba de la República, declaraba que la soberanía residía en la nación e indicaba los límites de Costa Rica. En este texto se consagró por primera vez que el límite con Nicaragua estaba definido por el tratado Cañas-Jerez de 1858.
El título II trataba del gobierno, indicaba sus características y enunciaba la división tripartita de poderes.
El título III se refería a la Religión y decía que la Católica era la de la República, que era protegida por el Gobierno y que éste no contribuía con sus rentas a los gastos de otro culto.

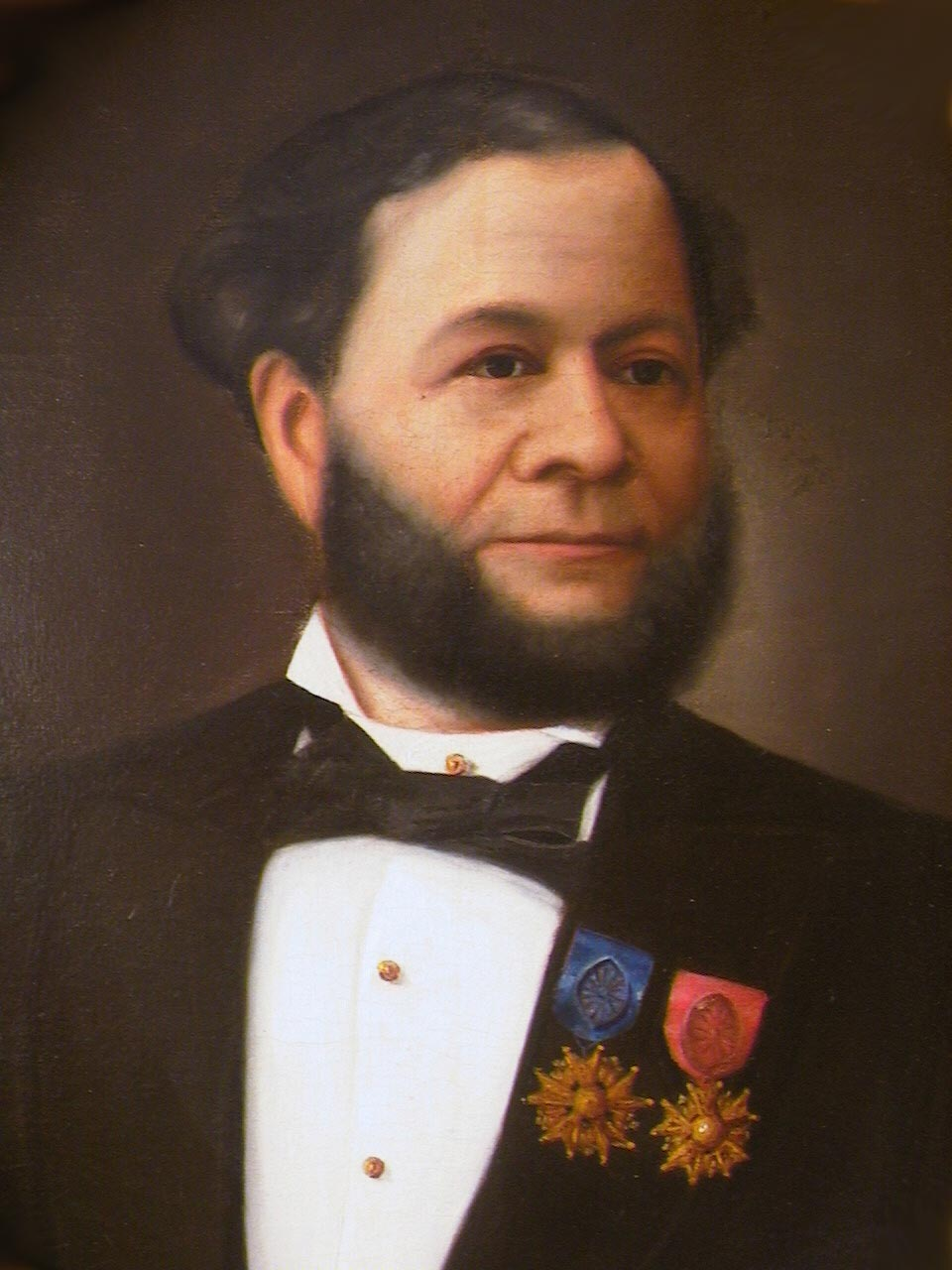
José María Castro Madriz.

El título IV se refería a las garantías nacionales e individuales. Las llamadas garantías nacionales eran ciertos principios y fundamentos sustanciales de la acción del poder público, tales como los principios de supremacía constitucional, reserva de ley en materia tributaria y subordinación de la fuerza militar al poder civil. Las garantías individuales eran los derechos civiles y políticos, que se enumeraban con detalle y amplitud. Se establecía por primera vez la garantía del habeas corpus.
El título V contenía la regulación de la nacionalidad y la ciudadanía.
El título VI se refería al sufragio, que se ejercía mediante un sistema indirecto en dos grados, el segundo de los cuales era censitario.
El título VI regulaba el Poder Legislativo, que era bicameral. El Congreso se dividía en dos Cámaras, una de Senadores y otra de Representantes, que se renovaban por mitades cada dos años. La de Representantes se elegía sobre base numérica y la de Senadores estaba formada por dos miembros por cada provincia. Las cámaras tenían iniciativa y sanción recíproca en la formación de la ley, y los proyectos de ley aprobados por ambas pasaban al Ejecutivo, que podía sancionarlos o vetarlos. En este último caso, el proyecto podía ser resellado por dos terceras partes de votos de las cámaras. Además, éstas se reunían como Congreso para tomar ciertas decisiones específicas, tales como las de declarar el resultado de las elecciones presidenciales, aprobar los tratados internacionales, suspender por tres cuartas partes de votos el orden constitucional y nombrar a los Magistrados y a dos Designados a la Presidencia. Estos, elegidos anualmente, estaban destinados a sustituir al Presidente de la República en sus ausencias temporales o absolutas.
El título VIII versaba sobre el Poder Ejecutivo. El Jefe de la Nación sería el Presidente de la República, era elegido por un período de tres años, sin posibilidad de reelección sucesiva. El Presidente tenía el derecho de veto y conservaba la potestad de nombrar y destituir libremente a los Secretarios de Estado y a los demás empleados del Ejecutivo, pero en conjunto sus facultades eran mucho menores que en la Constitución reformada de 1848. Para ejercer el derecho de gracia y efectuar nombramientos diplomáticos y consulares, el presidente requería el acuerdo del Consejo de Estado, que estaba formado por los Secretarios, y que además de esas funciones discutía, deliberaba y emitía dictamen sobre los asuntos que le sometiera el primer mandatario.
El título IX se refería al Poder Judicial y regulaba diversos aspectos de la administración de justicia. La Corte Suprema de Justicia estaría formada por un Regente, cinco Magistrados y un Fiscal, que debían tener el título de abogado y eran elegidos cada cuatro años por el Poder Legislativo.

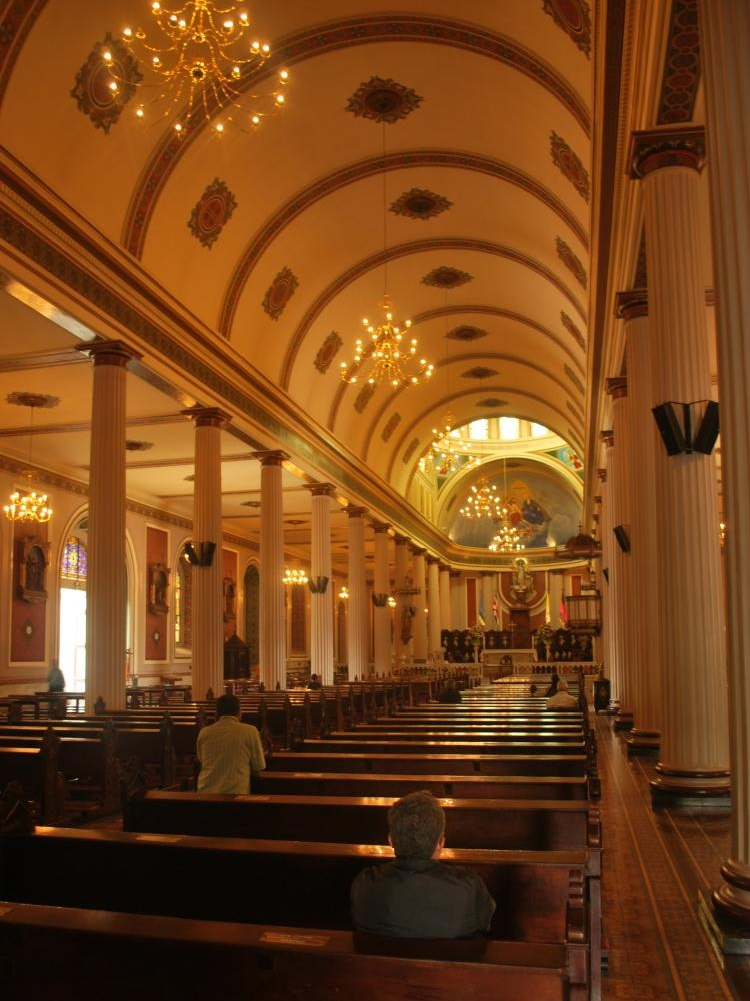
La Iglesia Católica era reconocida como religión oficial.

El título X versaba sobre el régimen municipal. El país se dividía en provincias, cantones y distritos. En cada provincia habría un Gobernador nombrado por el Poder Ejecutivo, y en su capital una Municipalidad.
El título XII se refería a la observancia de la Constitución, el juramento constitucional y las reformas a la Carta fundamental. Al inicio de sus sesiones ordinarias, el Poder Legislativo debía examinar si la Constitución había sido exactamente observada y proveer lo conveniente para hacer efectiva la responsabilidad de los infractores. Todo funcionario público debía jurar observar la Constitución y las leyes. Se prohibió de modo absoluto reformar la Constitución durante sus primeros cuatro años de vigencia. Concluido ese término, en cualquiera de las cámaras se podía presentar un proyecto de revisión parcial de la Constitución, suscrito por al menos un tercio de los miembros presentes, y después debía ser aprobado por dos tercios de votos en cada una de las Cámaras y por la mayoría absoluta del Congreso. El proyecto pasaba después al Ejecutivo, que tras haber oído al Consejo de Estado, lo presentaba con su mensaje anual al Congreso en la siguiente reunión ordinaria de éste. El Congreso debía entonces aprobar nuevamente la modificación por dos terceras partes de votos. Para la reforma general de la Constitución se requería convocar una Asamblea Constituyente, después de que el proyecto respectivo siguiese los trámites de la reforma parcial.

## Vigencia
Puesta en vigencia de la Constitución de 1859, el gobernante provisorio José María Montealegre Fernández fue elegido presidente constitucional para el período 1860-1863. Para el trienio 1863-1866 fue elegido Jesús Jiménez Zamora, quien a los pocos meses de estar en el poder disolvió el Congreso, aunque rápidamente se convocaron comicios para designar uno nuevo. El sucesor de Jiménez fue José María Castro Madriz, elegido para el período 1866-1869; pero el deseo de Castro de que le sucediese su Secretario de Estado Julián Volio Llorente provocó gran oposición en ciertos círculos políticos y militares. El 1º de noviembre de 1868, un golpe militar derrocó al gobierno y rompió nuevamente el orden constitucional.
La parte de la Constitución de 1859 referida al Poder Ejecutivo estuvo nuevamente en vigencia durante un breve período, de agosto a octubre de 1870.[cita requerida]

## Valoración
La Constitución de 1859 funcionó de modo satisfactorio durante varios años,[cita requerida] a lo cual contribuyó la prohibición de la reelección sucesiva del Presidente y el adecuado equilibrio que establecía entre los Poderes Legislativo y Ejecutivo,[cita requerida] sin los extremismos de algunos de los textos constitucionales precedentes.[cita requerida] Muchos años después de su abrogación todavía era considerada como una de las mejores Constituciones que habían regido en Costa Rica,[cita requerida] y la Asamblea Constituyente de 1880 la tomó como modelo para sus labores.[cita requerida]